# Ji Sung Nam
Ji Sung Nam (Busan; 15 de agosto de 1993) es un tenista profesional surcoreano. Su máximo ranking individual lo consiguió el 17 de junio del año 2013, cuando alcanzó la posición 372 del ranking mundial ATP. El 8 de julio del mismo año logró su puesto más alto en la modalidad de dobles, alcanzando el puesto 276.
Es un jugador diestro y usa el revés a dos manos. Su superficie favorita son las pistas duras. Ha ganado hasta el momento un título future en individuales. El 17 de junio del año 2012, disputó la final del torneo Japón F5, obteniendo una victoria ante el jugador estadounidense y primer cabeza de serie Adam El Mihdawy por un doble 6-4.
Debutó en el año 2013 en el Equipo de Copa Davis de Corea del Sur. Ha disputado un total de 3 encuentros, ganando en 2 ocasiones y perdiendo en 1 ocasión.

## Títulos Challenger; 6 (0 + 6)
| Leyenda             | Individuales | Dobles |
| ------------------- | ------------ | ------ |
| ATP Challenger Tour | 0            | 6      |

### Dobles
| No. | Fecha      | Torneo                       | Superficie        | Pareja       | Rival en la final                    | Resultado         |
| 1.  | 19.08.2018 | Challenger de Gwangju        | Dura              | Song Min-kyu | Benjamin Lock Rubin Statham          | 5-7, 6-3, [10-5]  |
| 2.  | 11.08.2019 | Challenger de Yokkaichi      | Dura              | Song Min-kyu | Gong Maoxin Zhang Ze                 | 6-3, 3-6, [14-12] |
| 3.  | 01.09.2019 | Challenger de Baotou         | Tierra batida (i) | Song Min-kyu | Teymuraz Gabashvili Sasikumar Mukund | 7-6(3), 6-2       |
| 4.  | 23.07.2022 | Challenger de Nur-Sultan     | Dura              | Song Min-kyu | Andrew Paulson David Poljak          | 6-3, 3-6, [10-6]  |
| 5.  | 21.01.2023 | Challenger de Nonthaburi III | Dura              | Song Min-kyu | Jan Choinski Stuart Parker           | 6-4, 6-4          |
| 6.  | 18.05.2024 | Challenger de Taipéi         | Dura              | Ray Ho       | Toshihide Matsui Kaito Uesugi        | 6-2, 6-2          |